# Psalm 69: The Way to Succeed and the Way to Suck Eggs
Psalm 69: The Way to Succeed and the Way to Suck Eggs oder auch ΚΕΦΑΛΗΞΘ (Albumtitel in griechischen Buchstaben) ist das fünfte Studioalbum der amerikanischen Industrial-Metal-Band Ministry. Das Album wurde am 14. Juli 1992 veröffentlicht und gilt als eines der maßgeblichen Werke des Industrial Metal, neben den beiden weiteren stilprägenden Vorgängeralben The Land of Rape and Honey und The Mind Is a Terrible Thing to Taste.

## Entstehungsgeschichte
Der Albumtitel bezieht sich direkt auf das Werk „The Book of Lies“ des Autors Aleister Crowley, darin speziell auf das Kapitel 69. Der Titel in griechischen Buchstaben – ΚΕΦΑΛΗΞΘ – rührt von der Titulierung dieses 69. Kapitels in „The Book of Lies“ her: Kappa-Epsilon-Phi-Alpha-Lambda-Eta Xi-Theta.
Gibson „Gibby“ Haynes, Frontmann der Band Butthole Surfers hat einen Gastauftritt auf dem Album: er fungiert als Songschreiber und Sänger bei dem Stück Jesus Built My Hotrod.
Der umfangreiche Einsatz von Samples aus Filmen und aus öffentlichen Auftritten bekannter amerikanischer Politiker – Joseph McCarthy, US-Präsident George H. W. Bush oder Timothy Leary – ist ein charakterisierendes Merkmal des Albums, neben dem Einsatz von Post-Industrial- und EBM-Anleihen in Verbindung mit Thrash-Metal-Gitarren.
Unter anderem fanden Samples aus den folgenden Filmen Verwendung:
- Apocalypse Now (N.W.O.)
- The Trip, Hellraiser – Das Tor zur Hölle, Hellbound – Hellraiser II, Sid und Nancy, Der Mann mit dem goldenen Arm (Just One Fix)
- G.I.-Joe-Zeichentrickserie (Hero)
- Blue Velvet, Wise Blood (Jesus Built My Hotrod)
- Der Exorzist III (Scarecrow)
- Der Höllentrip, Die Grube und das Pendel, Suspiria (Psalm 69)
- The Abyss (Corrosion)

Der kommerzielle Erfolg des Albums spiegelt sich in Gold- und Platinauszeichnungen wider.

## Stil
Der auf Psalm 69: The Way to Succeed and the Way to Suck Eggs dargebotene Stilmix stellte den musikalischen und stilistischen Höhepunkt der Bandkarriere dar und trug wesentlich zur endgültigen Ausprägung eines ganzen Genres bzw. des typischen Industrial-Metal-Sounds bei. Das Album wird in Kritikerkreisen vielfach als Magnum Opus der Band eingestuft.

## Singleveröffentlichungen
Bereits am 7. November 1991 wurde Jesus Built My Hotrod als erste Single des Albums ausgekoppelt. Des Weiteren wurden im Juli 1992 N.W.O. und am 21. Januar 1993 Just One Fix als Singles veröffentlicht.

## Titelliste
1. N.W.O. – 5:31 (Ministry)
2. Just One Fix – 5:11 (Ministry)
3. TV II – 3:05 (Chris Connelly)
4. Hero – 4:13 (Ministry)
5. Jesus Built My Hotrod – 4:52 (Gibson „Gibby“ Haynes)
6. Scarecrow – 8:22 (Ministry)
7. Psalm 69 – 5:30 (Ministry)
8. Corrosion – 4:56 (Ministry)
9. Grace – 3:06 (Ministry)

## Coverversionen
Die brasilianische Band Sepultura coverte auf ihrem Album Kairos 2011 den Song Just one Fix. Diesen Song coverte des Weiteren die Band The Shizit auf dem 2001 erschienenen Tribute-Album Signal to Noise: Reinforced Industrial Hits.